# مضخة الفرامل

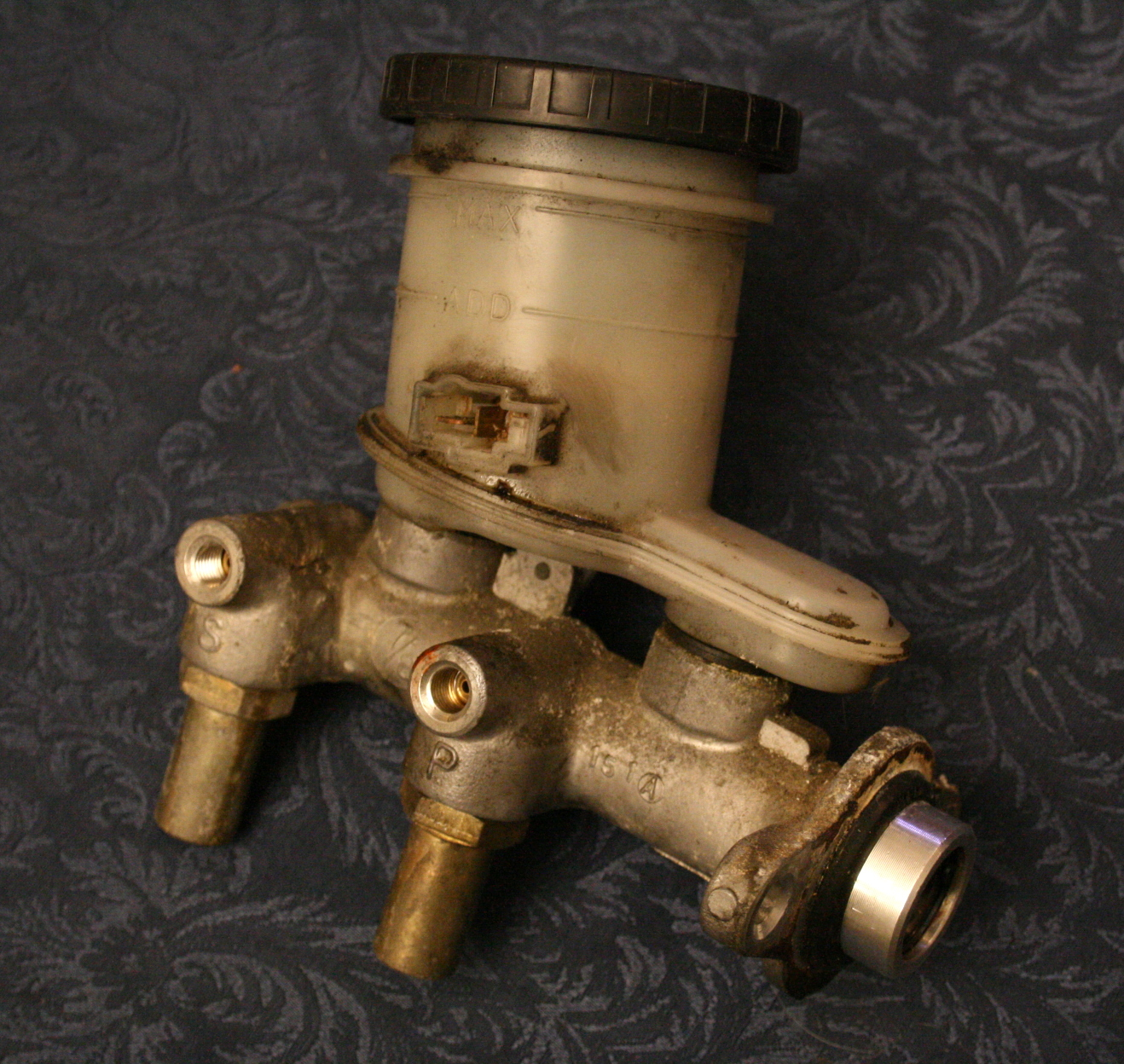
اسطوانة رئيسية من جيوستورم

في هندسة السيارات، الأسطوانة الرئيسية أو مضخة فرامل أو طرمبة الفرامل أو العنبار أو العمبار عبارة عن جهاز تحكم يحول القوة (عادة من قدم السائق) إلى ضغط هيدروليكي . يتحكم هذا الجهاز في الاسطوانات الفرعية الموجودة في الطرف الآخر من النظام الهيدروليكي. 

شكل تخطيطي لاسطوانة رئيسية: (1) جسم المضخة - (2) وسادة اخفاء الفرامل - (3) وسادة دعم الفرامل - (4) دبوس - (5) نابض ضغط - (6) حلقة الإغلاق - (7) المكبس - (8) وسادة مصحح الفرامل - (9) دعم وسادة مصحح الفرامل - (10) دبوس - (11) اسطوانة المضخة - (12) نابض ضغط - (13) مدخل سائل الفرامل - (14) السدادة - (15) دبوس الوقف - (16) مدخل سائل الفرامل - (17) مانع التسرب - (18) دبوس الدفع الخارجي - (19) مكبس - (20)اغلاق محكم

عندما يتحرك المكبس (أو عدة مكابس) على طول تجويف الأسطوانة الرئيسية، يتم نقل هذه الحركة عبر السائل الهيدروليكي، مما ينتج عنه حركة للأسطوانة (أو الأسطوانات) الفرعية أو التابعة. يعمل الضغط الهيدروليكي الناتج عن تحريك مكبس (داخل تجويف الأسطوانة الرئيسية) باتجاه الأسطوانة (أو الأسطوانات) الفرعية على ضغط السائل بالتساوي، ولكن من خلال تغيير مساحة السطح المقارنة للأسطوانة الرئيسية وكل أسطوانة فرعية، يمكن للمرء أن يغير القوة والإزاحة المطبقة على كل أسطوانة فرعية، نسبةً إلى مقدار القوة والإزاحة المطبقة على الأسطوانة الرئيسية.

## تطبيقات المركبة
استخدام الأسطوانة الرئيسية الأكثر شيوعًا للمركبات هو في أنظمة الفرملة (المكبح) والقابض (المعشق). في أنظمة الفرامل، تكون الأجهزة التي يتم تشغيلها عبارة عن أسطوانات داخل المكبح القرصي و/أو المكبح الجرني؛ قد تسمى هذه الأسطوانات أسطوانات العجلة أو أسطوانات تابعة، وهي تدفع وسادات الفرامل باتجاه سطح يدور بالعجلة (عادة ما يكون هذا السطح إما طبلاً، أو أسطوانة، ويعرف أيضًا باسم الدوار) حتى وتنشئ وسائد الفرامل الثابتة احتكاكاً ضد ذلك السطح الدوار (عادةً ما يكون السطح الدوار معدن أو سيراميك/كربون، لقدرته على تحمل الحرارة والاحتكاك دون التآكل بسرعة). في نظام القابض، الجهاز الذي تعمل الأسطوانة الرئيسية عليه يسمى الأسطوانة الفرعية؛ تقوم بتحريك محمل الدفع إلى الخارج حتى تنفصل مادة الاحتكاك العالي على قابض ناقل الحركة عن دولاب الموازنة (الفلاوين) المعدني (أو السيراميك / الكربون). بالنسبة للفرامل الهيدروليكية أو القوابض على حد سواء، يمكن استخدام خراطيم ضغط مرنة أو أنابيب معدنية صلبة غير مرنة؛ ولكن هناك حاجة إلى مجموعة مرنة من الأنابيب لطول قصير على الأقل بجوار كل عجلة، كلما كان يمكن أن تتحرك العجلة نسبة إلى هيكل السيارة (وهذا هو الحال في أي سيارة فيها حركات توجيه وتعليق؛ بعض سيارات السباق والسيارات العتيقة ليس لديها تعليق خلفي، نظرًا لأن المحور الخلفي ملحوم بالهيكل).
يزود الخزان الموجود فوق كل اسطوانة رئيسية الاسطوانة الرئيسية بسائل مكبح كافٍ لتجنب دخول الهواء إلى الاسطوانة الرئيسية (حتى القابض النموذجي يستخدم سائل الفرامل، ولكن قد يشار إليه أيضًا باسم "سائل القابض"). يشغل كل مكبس في أسطوانة رئيسية دائرة الفرامل، وبالنسبة للشاحنات الخفيفة وسيارات الركوب الحديثة، عادة ما تؤدي دائرة الفرامل إلى فك الفرامل (caliper) أو الأحذية على اثنين فقط من عجلات السيارة، وتوفر دائرة الفرامل الأخرى ضغط الفرامل لإبطاء ووقف العجلات الأخرى. يتم ذلك في نظام هيدروليكي منقسم قطرياً. إذا كان هناك عطل هيدروليكي في خطوط المكابح التي يخدمها المكبس الثانوي للأسطوانة الرئيسية، فسوف يتحرك كلا المكبسين للأمام عند استخدام المكابح، ولكن لا يوجد ما يقاوم انتقال المكبس باستثناء نوابض المكبس الثانوية. يتيح ذلك للمكبس الأولي أن يراكم فقط كمية صغيرة من الضغط حتى ينزل المكبس الثانوي إلى قاع الأسطوانة. بعدها يقوم المكبس الأولي ببناء ضغط هيدروليكي كاف لتشغيل المكابح التي يخدمها هذا النصف من النظام. في حالة حدوث عطل هيدروليكي في نظام المكابح الذي يخدمه المكبس الأولي، فإن المكبس الأولي يتحرك للأمام عند استخدام المكابح ولكن لن يؤدي إلى زيادة الضغط الهيدروليكي. في هذه الحالة، يتم نقل القليل جدًا من القوة إلى المكبس الثانوي من خلال نابض المكبس الأولي حتى يتلامس برغي تمديد المكبس مع المكبس الثانوي. بعد ذلك، تنتقل قوة الدفع مباشرة إلى المكبس الثانوي ويتم تكديس ما يكفي من الضغط لتشغيل الفرامل. عادةً ما يتم تقسيم النظام إلى نظامين: أحدهما يتولى الطرفين الأمامي الأيسر والخلفي الأيمن، بينما يتولى النظام الآخر الطرفين المعاكسين أي الأمامي الأيمن والخلفي الأيسر. من أجل السلامة، يتم ذلك بحيث عادةً ما تفقد عجلتان فقط قدرة الفرامل في نفس الوقت وأن كلا الجانبين من السيارة يعملان على الأقل بنظام فرامل واحد ويعمل كلا طرفي السيارة بنظام واحد على الأقل. مع وجود نظام واحد فقط يعمل، هناك مسافة توقف أطول ويجب إجراء الإصلاحات قبل القيادة مرة أخرى.